# شريط عازل

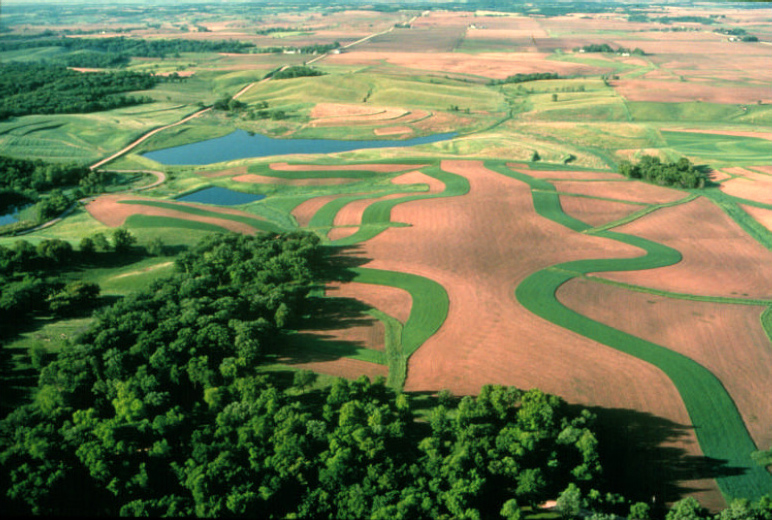
شرائط عازلة محيطية تستخدم للاحتفاظ بالتربة وتقليل التآكل.

الشريط العازل أو القطاع العازل (بالإنجليزية: Buffer strip) هو شريط نباتي يأخذ مساحة من الأرض يتم الحفاظ عليه كي يساعد على التحكم في الهواء والتربة وجودة المياه، إلى جانب مشاكل بيئية أخرى، تتعامل بشكل أساسي على الأرض المستخدمة في الزراعة. تعمل القطاعات العازلة على حبس الرواسب، وتعزيز ترشيح المغذيات والمبيدات الحشرية عن طريق إبطاء الجريان السطحي الذي يمكن أن يدخل المياه السطحية المحلية. تجمع أنظمة الجذر للنباتات المزروعة في هذه المخازن جزيئات التربة معًا مما يخفف من تآكل الرياح ويثبت قاع المجاري التي توفر الحماية من التآكل والانهيارات الأرضية الكبيرة. يمكن للمزارعين أيضًا استخدام قطاعات عازلة لتربيع حقول المحاصيل الحالية لتوفير السلامة للمعدات بينما الزراعة بشكل أكثر كفاءة. 
يمكن أن تحتوي الشرائط العازلة على العديد من التكوينات المختلفة للنباتات الموجودة عليها والتي تتراوح من العشب ببساطة إلى مجموعات من الأشجار والشجيرات. توفر المناطق ذات النباتات المتنوعة مزيدًا من الحماية من تدفق المغذيات ومبيدات الآفات وفي نفس الوقت توفر تنوعًا بيولوجيًا أفضل بين النباتات والحيوانات.
تقدم العديد من حكومات الدول والولايات والحكومات المحلية حوافز مالية لبرامج الحفظ مثل الأشرطة العازلة لأنها تساعد في استقرار البيئة حتى عند استخدام الأرض. لا تعمل الشرائط العازلة على استقرار الأرض فحسب، بل يمكنها أيضًا أن تقدم دليلاً مرئيًا على أن الأرض تخضع للرقابة. 